# Saint-Michel (Ariège)
Saint-Michel település Franciaországban, Ariège megyében. Lakosainak száma 91 fő (2022. január 1.). Saint-Michel Artigat, Escosse, Lescousse, Madière és Saint-Martin-d’Oydes községekkel határos.

## Népesség
A település népessége az elmúlt években az alábbi módon változott:
| Lakosok száma | 90   | 74   | 80   | 83   | 74   | 74   | 72   | 81   | 85   | 91   |
|               | 1968 | 1982 | 1990 | 2006 | 2013 | 2015 | 2017 | 2019 | 2020 | 2022 |